# Lijst van beelden in Culemborg
Dit is een (onvolledige) chronologische lijst van beelden in Culemborg. Onder een beeld wordt hier verstaan elk driedimensionaal kunstwerk in de openbare ruimte van de Nederlandse gemeente Culemborg, waarbij beeld wordt gebruikt als verzamelbegrip voor sculpturen, standbeelden, installaties, gedenktekens en overige beeldhouwwerken.
| Geplaatst | Omschrijving                                                                                   | Kunstenaar             | Straat                                   | Plaats    | Materiaal       | Afbeelding |
| --------- | ---------------------------------------------------------------------------------------------- | ---------------------- | ---------------------------------------- | --------- | --------------- | ---------- |
| ?         | De heilige Barbara, beschermheilige van Culemborg.                                             | Mari Andriessen        | Binnenpoort, aan de zijde van de Markt   | Culemborg | Steen           |            |
| 1755      | Leeuw met stadswapen                                                                           | onbekend               | Markt                                    | Culemborg | Steen           |            |
| 1895      | Sierbekroning op pand                                                                          | onbekend               | Visstraat 1                              | Culemborg | IJzer           |            |
| 1949      | Pieter Aafjes                                                                                  | Maarten Pauw           | Zandstraat                               | Culemborg | Steen           |            |
| 1966      | Dansende meisjes                                                                               | Theo van der Nahmer    | Tunnelweg/Parallelweg Oost               | Culemborg | Brons           |            |
| 1968      | Het Gezin                                                                                      | Gerard Overeem         | Het Hof (bij de stadsmuur)               | Culemborg | Steen           |            |
| 1972      | De Spoed                                                                                       | Hans IJdo              | Parrallelweg                             | Culemborg | Roestvrij staal |            |
| 1983      | Deel van de oude spoorbrug uit 1868 die in 1983 vervangen is en dat als monument geplaatst is. |                        | Brugmanpad                               | Culemborg | IJzer           |            |
| 1989      | Monument voor Culemborg                                                                        | Christiaan Paul Damsté | Markt                                    | Culemborg |                 |            |
| 1990      | onbekend                                                                                       | Lolke van der Bij      | Het Hof                                  | Culemborg | roestvast staal |            |
| 1998      | Moeder Aarde (in 2010 ontvreemd)                                                               | Adri van Rooijen       | Einde Weidsteeg                          | Culemborg |                 |            |
| 1999      | Huis op tafel                                                                                  | Koopman & Bolink       | rotonde Wethouder Schoutenweg/Erasmusweg | Culemborg | roestvast staal |            |
| 2000      | De dijk ging op de Schop                                                                       | Dick Matze             | tegenover Goilberdingerdijk 27           | Culemborg |                 |            |
| 2001      | Manus van Empel (de laatste stadsomroeper)                                                     | Jolanda Prinsen        | Visstraat/Havendijk                      | Culemborg | Brons           |            |
| 2007      | Adrienne                                                                                       | onbekend               | in de tuin van het Elisabeth Weeshuis    | Culemborg |                 |            |
| 2010      | Tapijt voor Chopin                                                                             |                        | Chopinplein                              | Culemborg | brons           |            |
| 2018      | Monument Heden, Verleden, Toekomst                                                             |                        | Jodenkerkstraat                          | Culemborg |                 |            |
| onbekend  | Figuurtje met verrekijker                                                                      |                        | Markt 47                                 | Culemborg |                 |            |
| onbekend  | Zweepslag                                                                                      | Jan de Baat            | Rotonde N320/Erasmusweg/Parallelweg      | Culemborg | Roestvast staal |            |
|           | onbekend                                                                                       |                        |                                          | Culemborg |                 |            |